# Тревор Робінсон (футболіст)
Тревор Робінсон (англ. Trevor Robinson; нар. 20 вересня 1984, Сент-Кетерин, Ямайка) — англійський та ямайський футболіст, півзахисник.

## Життєпис
Народився на Ямайці, але футболом розпочав займатися в Англії. Вихованець молодіжної академії «Мілволла», на початку липня 2003 року переведений до дорослої команди клубу. У футболці вище вказаного клубу дебютував 20 грудня 2003 року в переможному (3:1) виїзному поєдинку Першого дивізіону проти «Кардіфф Сіті». Тревор вийшов на поле на 87-й хвилині, замінивши Пітера Свіні. У Чемпіоншипі дебютував 19 лютого 2005 року в програному (0:1) домашньому поєдинку 33-го туру проти «Сток Сіті». Робінсон вийшов на поле в стартовому складі, а на 60-й хвилині його замінив Пітер Свіні. З 2003 по 2006 рік провів 4 поєдинки за «Мілволл» у чемпіонатах Англії.
У жовтні 2005 року відправився в 1-місячну оренду до «Тамворта», за який у чемпіонаті Англії провів 2 матчі. На початку січня 2006 року перейшов в оренду до іншого англійського клубу, «Кембридж Юнайтед», з яким згодом підписав повноцінний контракт. У футболці вище вказаного клубу зіграв 13 матчів.